# Jižní Indie
Jižní Indie je region zahrnující, jak název napovídá, jižní část státu Indie. Leží v jižní části Dekanské plošiny. Na území jižní Indie se nachází indické státy Ándhrapradéš, Kérala, Tamilnádu, Telangána a Karnátaka a svazová teritoria Lakadivy a Puduččéri. Oblast tvoří přesně 19,31 % rozlohy země (635,780 km2) a žije zde 20 % indické populace. Na východě sousedí s Bengálským zálivem, na západě s Arabským mořem a na jihu s Indickým oceánem. Leží zde pohoří Západní Ghát a řeky Gódávarí, Krišna, Kávérí, Tungabhadra, Penna a Vaigai. Nejlidnatějšími městy v oblasti jsou pak Čennaí, Bengalúr, Hajdarábád, Kóčin a Kójamputtúr. 
V regionu jsou jednoznačně dominantní Drávidské jazyky, přičemž většina obyvatel hovoří alespoň jedním ze čtyř v regionu nejpoužívanějších; telugštinou, tamilštinou, kannadštinou a malajálamštinou. Historicky byl region opanován celou řadou různých států a říší. Jmenovitě šlo například o Vidžajanagarskou říši, dynastii Sátaváhanů, dynastii Čólů nebo například královskou dynastii Čérů. Později byla oblast kolonizována Evropany, jmenovitě Portugalskem a Francií, ale zejména Velkou Británií.  
Od 90. let 20. století zažil region Jižní Indie relativně významný ekonomický růst, a to i nad poměry průměrného ekonomického růstu v zemi. Díky tomu se stal jednou z bohatších částí země (ekonomicky je na tom poměrně dobře například provincie Kérala). Jižní Indie rovněž vykazuje nadprůměrně vysokou úroveň gramotnosti v porovnání s ostatními regiony země a také relativně vysoký index lidského rozvoje. Naopak míra porodnosti je zde nejnižší ze všech indických regionů. 